# إيان كالدويل
إيان كالدويل (بالإنجليزية: Ian Caldwell)‏ (18 مارس 1976، مقاطعة فيرفاكس في الولايات المتحدة)؛ روائي أمريكي.

## روابط خارجية
- إيان كالدويل على موقع ميوزك برينز (الإنجليزية)
- إيان كالدويل على موقع ديسكوغز (الإنجليزية)